# Kinezi u Vojvodini
Kinezi su jedna od nacionalnih manjina u autonomnoj pokrajini Vojvodini u Republici Srbiji.

## Jezik i vjera
Distribucija prema narječju kineskog jezika.

## Naseljenost
Prava brojka Kineza u Vojvodini je nepoznata. Službeno je 27 Kineza u Novom Sadu, no smatra se da je brojka znatno veća. Brojni su kineski restorani u Novom Sadu, a u Vrbasu živi zajednica od nekoliko stotina Kineza, za koje je lokalna radijska postaja pokrenula program na kineskom jeziku. Postoje indicije o značajnoj zajednici Kineza u Bečeju.

## Povijest
U Vojvodinu su u najvećem broju doselili nakon raspada SFRJ 1990-ih, kao posljedica teških gospodarskih uvjeta u Kini i olakšanom useljavanju u Srbiju.

## Kultura
- program na kineskom jeziku na mjesnoj radijskoj postaji u Vrbasu